# Step by Step (singolo New Kids on the Block)
Step by Step è un singolo del gruppo pop statunitense New Kids on the Block, pubblicato nel 1990 ed estratto dall'omonimo album.
Il brano è stato scritto e prodotto da Maurice Starr.

## Tracce
- 7"

1. Step by Step – 4:27
2. Valentine Girl – 3:57

## Video
Nel videoclip della canzone appare l'attore Mark Wahlberg, fratello di Donnie Wahlberg, membro della  band.

## Classifiche
| Classifica (1990) | Posizione massima |
| ----------------- | ----------------- |
| Stati Uniti       | 1                 |
| Regno Unito       | 2                 |

## Formazione
- Jonathan Knight
- Jordan Knight
- Joey McIntyre
- Donnie Wahlberg
- Danny Wood